# Боровикова Зоя Іванівна
Зоя Іванівна Боровикова (нар. 14 травня 1939, селище Білі Води, тепер село Аксу Сайрамського району Туркестанської області, Казахстан — покінчила життя самогубством 24 серпня 1991, біля хутора Сухий Кут Курганинського району Краснодарського краю, Російська Федерація) — радянська партійна діячка, голова Курганинського райвиконкому, 1-й секретар Курганинського районного комітету КПРС Краснодарського краю. Кандидат у члени ЦК КПРС у 1986—1990 роках.

## Життєпис
Народилася в родині робітника. Батько працював будівельником, мати — вчителькою.
Закінчила середню школу. Трудову діяльність розпочала в 1957 році диспетчером автобази № 3 міста Семипалатинська.
У 1961 році закінчила Семипалатинський будівельний технікум Казахської РСР.
У 1961—1965 роках — майстер, виконроб дорожньобудівельного управління шосейних доріг в місті Павлодарі Казахської РСР.
У 1965—1971 роках — технік виробничої групи при районному архітекторі Курганинського райвиконкому Краснодарського краю; економіст Курганинської виробничої дорожньої дільниці № 2310 крайового управління «Краснодаравтодор».
Член КПРС з 1968 року.
У вересні 1971 — червні 1975 року — інструктор промислово-транспортного відділу Курганинського районного комітету КПРС Краснодарського краю.
З червня по листопад 1975 року — заступник голови виконавчого комітету Курганинської районної ради депутатів трудящих Краснодарського краю.
У грудні 1975 — травні 1978 року — секретар Курганинського районного комітету КПРС Краснодарського краю.
У 1977 році закінчила заочну Вищу партійну школу при ЦК КПРС.
У травні 1978 — червні 1980 року — 2-й секретар Курганинського районного комітету КПРС Краснодарського краю.
У червні 1980 — жовтні 1983 року — голова виконавчого комітету Курганинської районної ради народних депутатів Краснодарського краю.
У жовтні 1983 — 7 серпня 1991 року — 1-й секретар Курганинського районного комітету КПРС Краснодарського краю.
У 1989 році закінчила заочно Кубанський сільськогосподарський інституту за фахом економіка і організація сільського господарства.
Одночасно у березні 1990 — 24 серпня 1991 року — голова Курганинської районної ради народних депутатів Краснодарського краю.
24 серпня 1991 року покінчила життя самогубством (втопилася в річці Лабі) біля хутора Сухий Кут Курганинського району. Похована в місті Курганинську Краснодарського краю.

## Нагороди і звання
- орден Дружби народів (1986)
- дві медалі
- Почесний громадянин міста Курганинська Краснодарського краю (7.09.1998, посмертно)